# Ambrosino da Tormoli
Ambrosino da Tormoli, o Ambrosino de' Tormoli detto anche Ambrogino da Soncino (Soncino, 1437 – Bologna, 1517/1527), è stato un pittore italiano, specializzato come pittore su vetro.

## Biografia
Dopo essere stato converso presso il monastero di san Domenico, Ambrosino («Frater Ambrosinus») si trasferì a Bologna nel 1458, dove fu allievo, in un primo tempo, e aiutante, in seguito, di fra Giacomo da Ulma, già affermato come maestro nell'arte delle vetrate e anche lui converso nel convento di san Domenico.
La loro collaborazione sembra sia durata un trentennio ed è rilevabile nella decorazione delle finestre di San Petronio (cappella dei Notari).
Tra i lavori più significativi svolti da Ambrosino, si possono annoverare una vetrata con l'Annunciazione, presso la chiesa di san Giacomo a Soncino (1490 circa); varie vetrate nel convento di santa Maria delle Grazie a Milano (1475 circa), in collaborazione con Gerardo da Vigevano e a Michele da Crema, apprezzati maestri di vetrate; pitture varie presso la domenicana SS. Giovanni e Paolo di Venezia.
Fu attivo anche nella chiesa di Santa Maria della Rosa, situata nella zona dell'attuale piazza Pio XI a Milano, demolita nel 1829.
È invece dubbia la sua partecipazione ai lavori decorativi per il Duomo di Milano, perché non è sicuro che Ambrosino sia la stessa persona, «maestro Ambrogio de' Vetri», citata da Leonardo, nel suo Codice Atlantico.
Gli storici d'arte non sono sicuri sulle altre opere realizzate da Ambrosino da Tormoli, anche se alcuni documenti menzionano la sua presenza, e quindi rimangono incertezze sui suoi rapporti con l'arte vetraria bolognese operante soprattutto a San Petronio, oltreché per i suoi rapporti con la scuola milanese, rappresentata da Nicolò da Varallo e Cristoforo de Mottis, ispirata dai lavori di Vincenzo Foppa.